# Đoàn (họ)
Đoàn (chữ Hán: 段) là một họ của người châu Á. Họ này có mặt ở Việt Nam, ở Trung Quốc (chữ Hán: 段, Bính âm: Duàn), ở Triều Tiên và Miến Điện.
Chữ Hán 段 của họ Đoàn còn có âm Hán Việt khác là "đoạn", trong từ "giai đoạn" (階段) hay "đoạn đường" (段塘). Tuy nhiên trong lịch sử chưa có ai mang họ được đọc là "Đoạn".
Tránh nhầm với chữ đoàn 團 có nghĩa là "nhóm" (như tập đoàn, đoàn viên, đoàn kết), do chữ Quốc ngữ chỉ có thể biểu âm, không biểu nghĩa được như chữ Hán và chữ Nôm.

## Việt Nam
Theo các tông chủ họ Đoàn ở Việt Nam thì Cao tổ của họ Đoàn ở Việt Nam là Đoàn Văn Khâm và Đông Hải Đại vương Đoàn Thượng. Ngày giỗ tổ họ Đoàn Việt Nam được chọn là ngày 8 tháng Giêng âm lịch hàng năm . Đền thờ Cao Tổ Họ Đoàn Việt Nam được các thành viên tông chi họ Đoàn xây dựng tại xã Đoàn Thượng, Gia Lộc, tỉnh Hải Dương, trên diện tích 4.000m2 với kinh phí xây dựng khoảng 10 tỷ đồng (vào thời điểm hoàn công) .

### Một số nhân vật nổi bật

#### Thời kỳphong kiếnở Việt Nam
- Đoàn Liêm Duy, tướng giúp Khúc Thừa Dụ dành quyền tự chủ
- Đoàn Huy Lượng, tướng Ngô Quyền tham gia trận Bạch Đằng 938 chống Nam Hán
- Đoàn Văn Lan, tướng Đinh Bộ Lĩnh giúp dẹp loạn 12 sứ quân
- Đoàn Văn Liễn, tướng Lê Hoàn chống Tống
- Đoàn Văn Khâm (chữ Hán: 段文欽; là nhà thơ, danh thần, Thượng thư Bộ công đời vua Lý Nhân Tông (1072-1128). Ông đỗ Thái học sinh (tương đương Tiến sĩ) trong khoa thi nho học đầu tiên của Việt Nam - khoa thi Minh Kinh Bác Học năm Ất Mão 1075. (Tháng 2 năm Ất Mão (1075), vua Lý Nhân Tông cho mở khoa thi Minh Kinh Bác Học và thi Nho học tam trường ở Văn Miếu Quốc Tử Giám, năm đó Lê Văn Thịnh đỗ đầu - tương đương Trạng nguyên, Đoàn Văn Khâm đỗ thứ 2 - tương đương Bảng nhãn). Ngay sau khi đỗ đại khoa, ông được Vua Lý Nhân Tông bổ nhiệm luôn vào chức Công Bộ Thượng thư năm 1075. Ông là Cao tổ họ Đoàn Việt Nam.
- Đoàn Thượng (chữ Hán: 段尙; 1181-1228), là danh tướng cuối thời nhà Lý, được nhiều đời Vua Nhà Trần, nhà Hậu Lê, Nhà Nguyễn sắc phong là Đông Hải đại vương Đoàn Thượng. Trong dân gian gọi Ông là Đức Thánh Đông Hải Đại Vương Đoàn Thượng, có đền thờ ở rất nhiều nơi (ít nhất có khoảng 275 Đình làng xã ở khu vực Bắc bộ thờ Ngài) xem Doantocvietnam.com [3] và xem Văn tế Đông Hải Đại Vương Đoàn Thượng tại trang Thảo luận:Đoàn Thượng. Đền thờ chính ở thôn Đoàn Thượng, xã Đoàn Thượng, Gia Lộc, tỉnh Hải Dương và thị trấn Bần Yên Nhân, huyện Mỹ Hào, tỉnh Hưng Yên, Việt Nam.
- Đoàn Nhữ Hài (chữ Hán: 段汝諧; 1280-1335), là đốc tướng, danh thần trải 3 đời vua nhà Trần, là người có năng lực hoạt động về ngoại giao và nội trị, lần lượt nắm giữ các chức vụ Ngự sử trung tán, Tham tri chính sự, Tri khu mật viện sự, Nhập nội Hành khiển, Kinh lược Nghệ An, Thiên tử chiêu dụ sứ. Trong cuộc dấy binh chinh phạt Chiêm Thành năm Tân Hợi (1311) của vua Trần Anh Tông, Đoàn Nhữ Hài góp phần quan trọng để giành lấy thắng lợi mà không hề tốn xương máu. Ông hy sinh trong cuộc chinh phạt Ai Lao năm 1335.
- Đoàn Xuân Lôi (chữ Hán: 段春雷); Tháng 2 âm lịch năm 1384, thượng hoàng Trần Nghệ Tông mở khoa thi Thái học sinh ở chùa Vạn Phúc, núi Tiên Du, Bắc Ninh. Trong khoa thi này, Đoàn Xuân Lôi đỗ thủ khoa còn gọi là Đình nguyên hay Thủ khoa Đại Việt tương đương Trạng nguyên. Tại Văn miếu Bắc Ninh, bia số 1 ghi ông là Trạng nguyên [4] [5]. Tên ông ở số thứ tự 14 trong danh sách Thủ khoa nho học Việt Nam. Sau khi đỗ đại khoa, Đoàn Xuân Lôi được cử làm quan, chức Quốc tử trợ giáo, dạy ở Quốc Tử Giám, nổi tiếng văn thơ, sau làm quan đến Trung thư hoàng môn thị lang, kiêm Thông phán Ái Châu. Văn chương, tư tưởng của ông nức tiếng một thời.
- Đoàn Công Uẩn, Đoàn mãnh tướng thời Hậu Lê.
- Đoàn Nhân Công, đỗ đầu đệ tam giáp, đồng tiến sĩ xuất thân khoa Mậu Thìn niên hiệu Thái Hòa năm thứ 6 (1448), được bổ chức Ngự tiền học sinh.
- Đoàn Lạn, đỗ đệ nhị giáp, Tiến sĩ xuất thân tức Hoàng giáp khoa Bính Tuất niên hiệu Quang Thuận năm thứ 7 (1466), làm quan Thừa tuyên sứ và từng được cử đi sứ sang nhà Minh (Trung Quốc).
- Đoàn Hiếu Chân, đỗ đệ tam giáp đồng tiến sĩ xuất thân, khoa Kỷ Sửu niên hiệu Quang Thuận thứ 10 năm (1469) đời vua Lê Thánh Tông. Ông làm quan đến chức Thượng thư kiêm Đông các Đại học sĩ.
- Đoàn Mậu, đỗ đệ tam giáp, đồng tiến sĩ xuất thân Khoa Ất Mùi, niên hiệu Hồng Đức thứ 6 năm 1475, làm quan đến chức Thượng thư bộ Hộ.
- Đoàn Huệ Nhu, đỗ đệ tam giáp, đồng tiến sĩ xuất thân khoa Đinh Mùi niên hiệu Hồng Đức năm thứ 18 (1487), làm quan đến chức Thừa chính sứ.
- Đoàn Nhân Thục, đỗ đệ nhị giáp, Tiến sĩ xuất thân (hay còn gọi là Hoàng giáp khoa Nhâm Tuất niên hiệu Cảnh Thống năm thứ 5 (1502), làm quan Hiến sát sứ.
- Đoàn Văn Thông, đỗ đệ tam giáp, đồng tiến sĩ xuất thân khoa Tân Mùi, niên hiệu Hồng Thuận năm thứ 3 (1511), làm quan Hữu Thị lang Bộ Lễ.
- Đoàn Quảng Phu, đỗ đệ nhị giáp, Tiến sĩ xuất thân (hay còn gọi là Hoàng giáp Tiến sĩ) khoa Quý Mùi niên hiệu Hồng Thuận năm thứ 6 (1514). Ông làm quan Đông các Đại học sĩ. Có tài liệu ghi ông là Đoàn Đức Phu.
- Đoàn Sư Đức, đỗ đệ tam giáp, đồng tiến sĩ xuất thân khoa Quý Mùi, niên hiệu Hồng Thuận năm thứ 6 (1514). Ông làm quan nhà Mạc, đến chức Thượng thư, tước Hà Văn hầu và từng được cử đi sứ sang nhà Minh (Trung Quốc).
- Đoàn Thế Bạt, đỗ thủ khoa thi Tiến sĩ khoa Đinh Sửu, niên hiệu Sùng Khang thứ 12 (1577) đời vua Mạc Mậu Hợp, làm quan đến chức Tham chính. Tên ông có trong danh sách Thủ khoa nho học Việt Nam (ở số thứ tự 65).
- Hiếu Chiêu hoàng hậu, tên thật là Đoàn Thị Ngọc (1601-1661), còn được biết đến với tên Đoàn quý phi. Bà là Vương phi của Chúa Thượng Nguyễn Phúc Lan, mẹ của Chúa Hiền - Thái Tông Nguyễn Phúc Tần, được tôn xưng là Bà chúa Tằm Tang.
- Đoàn Tuấn Hòa (1622-?), đỗ đệ tam giáp, đồng tiến sĩ xuất thân khoa Bính Thìn niên hiệu Vĩnh Trị thứ nhất năm 1676, làm quan Hữu Thị lang Bộ Binh.
- Đoàn Quang Dung, đỗ đệ tam giáp, đồng tiến sĩ xuất thân khoa Canh Dần niên hiệu Vĩnh Thịnh thứ 6 năm 1710. Ông làm quan đến chức Thượng thư bộ Lễ, được cử làm Phó sứ (năm 1729) sang nhà Thanh, hàm Thiếu bảo. Có tài liệu ghi ông sau đổi tên là Đoàn Bá Dung.
- Đoàn Thị Điểm (段氏點, 1705-1748), hiệu: Hồng Hà Nữ Sĩ (紅霞女士), là nữ sĩ Việt Nam thời Lê trung hưng tức Hậu Lê, tác giả Trinh phụ ngâm (chữ Nôm), bộ Truyền kỳ tân phả (chữ Hán). Bà gốc chính là họ Đoàn, tổ 5 đời của Đoàn Thị Điểm là quan võ, do có công với Nhà Lê được ban Quốc tính tên là Lê Công Nẩm - là con của Đoàn Công Bẩm, hậu duệ Đoàn mãnh tướng Đoàn Công Uẩn Việt Nam. Đoàn Doãn Luân là anh của Đoàn Thị Điểm đỗ đầu xứ kinh Bắc kỳ thi Hương tức đỗ Giải nguyên. Con gái của Đoàn Doãn Luân là Đoàn Lệnh Khương cũng nổi tiếng hay chữ, người đời tụng gọi là Nữ Học Sư có tiếng trong giới Thăng Long kẻ sĩ.
- Đoàn Thụ (1715-?), (còn có tên là Đoàn Chú), đỗ thủ khoa thi Đình, đệ nhị giáp, Tiến sĩ xuất thân (hay còn gọi là Đình nguyên, Hoàng giáp) khoa Bính Dần niên hiệu Cảnh Hưng thứ 7 năm 1746. thời Hậu Lê. Tên ông có trong danh sách Thủ khoa nho học Việt Nam (ở số thứ tự 125).
- Đoàn Nguyễn Thục (1718-1775), ông vốn có tên là Đoàn Duy Tĩnh, đỗ Á nguyên (đỗ thứ 2 sau Đình nguyên Bảng nhãn Lê Quý Đôn), đứng đầu Hoàng giáp tiến sĩ khoa Nhâm Thân niên hiệu Cảnh Hưng năm thứ 13 (1752) đời Lê Hiển Tông, là đại thần nhà Lê trung hưng trong lịch sử Việt Nam, làm quan đến chức Đô Ngự sử. (Năm 1767, Trịnh Sâm lên ngôi chúa, vì kiêng hiệu của chúa Trịnh Sâm là Tĩnh vương nên ông đổi tên thành Đoàn Nguyễn Thục). Ông là cha của danh thần Đoàn Nguyễn Tuấn và là bố vợ của đại thi hào Nguyễn Du.
- Đoàn Văn Sách, võ tướng đại thần triều Nguyễn, có công rất lớn trong việc cản phá quân Xiêm tiến vào trấn Tây Thành dưới thời Minh Mạng và Thiệu Trị.
- Đoàn Thọ, em của Đoàn Sách, võ quan dưới triều Thiệu Trị và Tự Đức.
- Đoàn Nguyễn Tuấn (1750-?), hiệu Hải Ông, là nhà thơ, đại thần nhà Tây Sơn trong lịch sử Việt Nam. Ông làm quan đến chức Tả thị lang bộ Lại, tước Hải Phái hầu. Ông là con của Hoàng giáp Đoàn Nguyễn Thục.
- Đoàn Tử Quang (1818-1928), 82 tuổi nghe lời mẹ đi thi đỗ cử nhân nho học. Ông là người cao tuổi nhất thi đỗ khoa bảng và ông cũng là người khoa bảng có tuổi thọ cao nhất trong lịch sử Việt Nam (thọ 110 tuổi), được triều đình phong Hàn lâm viện thị độc.
- Đoàn Khắc Nhượng, là quan tuần phủ thời Nguyễn. Ông từng làm Phó chủ khảo trường thi Hương Thừa Thiên (Ân khoa Mậu Dần – 1878), rồi làm Chủ khảo khoa Kỷ Mão – 1879 cũng tại trường thi này.
- Đoàn Đình Niêu, đỗ thủ khoa thi Đình, đứng đầu tam khôi (đệ nhất giáp) triều Nguyễn năm Ất Sửu (1865) đời vua Tự Đức. Tên ông có trong danh sách Đình nguyên thời Nguyễn, danh vị Thám hoa. Đoàn Đình Niêu làm quan đến chức Thượng thư Bộ Hộ. Ông là phó chủ khảo trường thi Hội khoa Đinh Sửu.
- Đoàn Minh Huyên, đạo hiệu: Giác Linh, được tín đồ gọi tôn kính là Phật thầy Tây An, là người sáng lập giáo phái Bửu Sơn Kỳ Hương, ông còn là một nhà yêu nước, nhà dinh điền đã có công khai hoang nhiều vùng đất ở Nam Bộ (Việt Nam).

#### Thời kỳcận đạikhángPháp
- Đoàn Thọ (段壽), võ quan, tổng thống Bắc kỳ Quân vụ, triều Nguyễn.
- Đoàn Hữu Trưng (段有徵 hay Đoàn Trưng (段徵, là người yêu nước thương dân, một thủ lĩnh của cuộc nổi dậy nhằm lật đổ vua Tự Đức.
- Đoàn Chí Tuân, một thủ lĩnh của phong trao Cần Vương chống Pháp. Ông đã từng xưng Long Đức Hoàng Đế.
- Đoàn Văn Cự (1835-1905), là một thủ lĩnh kháng Pháp tại Biên Hòa (Việt Nam).
- Đoàn Đình Duyệt: Nam tước, Đại thần, Cơ mật Viện, Thượng thư Bộ Công kiêm Bộ Binh Đoàn Đình Duyệt (Quan Thượng Đoàn) là một trong Tứ trụ triều đình Nhà Nguyễn, thời Vua Khải Định (1916-1925); quê quán tại xã Đào Lãng, huyện Vĩnh Lại, tỉnh Hải Dương, nay là thôn Đào Lạng, xã Văn Hội, huyện Ninh Giang, tỉnh Hải Dương
- Đoàn Đức Ban (Vạn Vân) (1899-1933) là một trong những doanh nhân Việt Nam nổi tiếng trước Cánh mạng tháng Tám (1945). Một trong những người con của ông là Đoàn Đức Chuẩn sau này trở thành nhạc sĩ nổi tiếng Đoàn Chuẩn.
- Đoàn Trung Còn (1908 – 1988), là cư sĩ, nhà phật học miền Nam, được tôn xưng là hòa thượng Thích Hồng Tại, pháp danh Hồng Tai, nguyên là Trị sự Trưởng ban Chấp sự Trung ương của Giáo hội Tịnh Độ Tông Việt Nam. Ông viết và dịch rất nhiều sách về Phật học.
- Đoàn Trần Nghiệp, tức Ký Con một trong những người lãnh đạo của Việt Nam Quốc dân đảng.
- Đoàn Văn Bơ, nhà cách mạng Việt Nam thế kỷ XX.

#### Thời kỳ sauCách mạng tháng Tám(1945)
- Đoàn Trọng Truyến, Giáo sư Tiến sĩ, nhà giáo nhân dân, nguyên Bộ trưởng, Chủ nhiệm Văn phòng Chính phủ, Tổng thư ký Hội đồng Bộ trưởng Việt Nam.
- Đoàn Duy Thành, nguyên Bộ trưởng Bộ Kinh tế Đối ngoại (nay là Bộ Công thương Việt Nam), Chủ tịch Phòng Thương mại và Công nghiệp Việt Nam, nguyên Phó Chủ tịch Hội đồng Bộ trưởng Việt Nam.
- Đoàn Mạnh Giao, nguyên Bộ trưởng, Chủ nhiệm Văn phòng Chính phủ Việt Nam.
- Đoàn Khuê, đại tướng, nguyên uỷ viên Bộ Chính trị các khóa VI, VII, Tổng tham mưu trưởng Quân đội Nhân dân Việt Nam, Bộ trưởng Bộ Quốc phòng Việt Nam, Phó bí thư Quân ủy Trung ương.
- Đoàn Chương, trung tướng, nguyên Viện trưởng Viện Chiến lược Bộ Quốc phòng Việt Nam, Trưởng phái đoàn Quân sự Việt Nam Dân chủ Cộng hòa đàm phán Hiệp định Paris.
- Nam Long (trung tướng),(1921-1999) tên thật là Đoàn Văn Ưu, tên hoạt động cách mạng là Vũ Nam Long, là trung tướng Quân đội Nhân dân Việt Nam, nguyên Phó giám đốc Học viện quân sự cấp cao (nay là Học viện Quốc phòng), nguyên Tư lệnh Quân khu 4.
- Đoàn Sinh Hưởng, trung tướng, Anh hùng lực lượng vũ trang nhân dân, nguyên Tư lệnh Quân khu 4.
- Đoàn Nhật Tiến là trung tướng Quân đội Nhân dân Việt Nam, nguyên Giám đốc Viện khoa học và công nghệ quân sự, Bộ Quốc phòng.
- Đoàn Văn Thuận, thiếu tướng Quân đội Nhân dân Việt Nam, nguyên Hiệu trưởng Trường Sĩ quan Pháo Phòng không, Quân chủng Phòng không không quân.
- Đoàn Huyên, thiếu tướng Quân đội Nhân dân Việt Nam, nguyên Cục trưởng Cục Khoa học Quân sự, Phó Tư lệnh Quân chủng Phòng không Không quân.
- Đoàn Văn Thắng, thiếu tướng Quân đội Nhân dân Việt Nam, Anh hùng lực lượng vũ trang nhân dân, nguyên Chỉ huy trưởng Bộ Chỉ huy Quân sự tỉnh Vĩnh Long, Đại biểu Quốc hội Việt Nam khóa 11.
- Đoàn Duy Khương, sinh năm 1960, trung tướng Công an Nhân dân Việt Nam, nguyên Giám đốc Công an thành phố Hà Nội.
- Đoàn Việt Mạnh, thiếu tướng Công an Nhân dân Việt Nam, hiện ông giữ chức Cục trưởng Cục Cảnh sát Phòng cháy chữa cháy và Cứu nạn cứu hộ Bộ Công an
- Đoàn Minh Huấn, Ủy viên dự khuyết Trung ương Đảng khóa XII, nay là Tổng biên tập Tạp chí Cộng sản. Ông nguyên là Giám đốc Học viện Chính trị khu vực 1, Học viện Chính trị Quốc gia Hồ Chí Minh.
- Đoàn Hồng Phong, nguyên chủ tịch Ủy ban Nhân dân tỉnh Nam Định, hiện là Ủy viên Trung ương Đảng CSVN khóa XII, Bí thư tỉnh ủy tỉnh Nam Định nhiệm kỳ (2015-2020).
- Đoàn Văn Việt, Phó bí thư tỉnh ủy, chủ tịch Ủy ban Nhân dân tỉnh Lâm Đồng.
- Đoàn Quốc Cường, Phó bí thư thường trực tỉnh ủy, Chủ tịch Hội đồng Nhân dân tỉnh Đồng Tháp.
- Đoàn Xuân Hưng, là Thứ trưởng Bộ Ngoại giao, Đại sứ đặc mệnh toàn quyền Việt Nam tại Nhật Bản.[6], hiện là Thứ trưởng Bộ Ngoại giao, Đại sứ đặc mệnh toàn quyền Việt Nam tại CHLB Đức nhiệm kỳ 2015-2018 [7].
- Đoàn Nguyên Đức, doanh nhân Việt Nam, chủ tịch Tập đoàn Hoàng Anh Gia Lai.
- Đoàn Chuẩn, nhạc sĩ nổi tiếng dòng nhạc tiền chiến Việt Nam, được mệnh danh là Công tử Bạc Liêu xứ Bắc.
- Thuận Yến, tên thật là Đoàn Hữu Công là đại tá, nhạc sĩ Việt Nam. Thuận Yến là nhạc sĩ thuộc hàng cây đa cây đề của nền âm nhạc Việt Nam. Sự nghiệp sáng tác đồ sộ của ông bao gồm tới hơn 500 ca khúc, là người có nhiều sáng tác nhất về chủ tịch Hồ Chí Minh với 26 ca khúc.
- Đoàn Bổng, nhạc sĩ Việt Nam, nguyên là Trưởng phòng Ca nhạc Đài Truyền hình Việt Nam.
- Lê Dung, Nghệ sĩ nhân dân, tên thật là Đoàn Lê Dung, ca sĩ Việt Nam.
- Đoàn Bá, 1938-2015, Nghệ sĩ ưu tú, nguyên là Giám đốc nhà hát cải lương Trần Hữu Trang, người có công đưa sân khấu cải lương ra mô hình xã hội hoá đầu tiên tại TPHCM, đã đạo diễn trên 500 vở cải lương, kịch thoại từ Nam ra Bắc. Các tác phẩm được giới chuyên môn và khán giả thường nhắc đến như: Đội cận vệ thanh niên (kịch trước 1975), sau 1975 có Hòn đảo thần vệ nữ, Chiếc hài bạc, Người trong cõi nhớ, Nàng Xê-đa (bán vé hơn 1200 suất), Con trai bá tước Mông-tơ-rít-tô, Đường bay, Rạng ngọc côn sơn, Tướng cướp Bạch hải đường... Các học trò do ông đào tạo nay hầu hết đều đã thành danh và nổi tiếng cả nước, họ đều yêu thương, kính trong ông, và đặt cho ông biệt danh là "phù thủy sân khấu".
- Thanh Lam, Nghệ sĩ ưu tú, tên thật là Đoàn Thanh Lam - con gái nhạc sĩ Thuận Yến, ca sĩ Việt Nam.
- Đoàn Phú Tứ, nhà thơ, nhà viết kịch, dịch giả nổi tiếng của Việt Nam, Đại biểu Quốc hội Việt Nam khóa 1.
- Đoàn Mạnh Phương, nhà thơ, nhà báo. Hội viên Hội Nhà văn Việt Nam. Anh đang là Tổng Biên tập Tạp chí Việt Nam Hội nhập, Phó Viện trưởng Viện Chính sách, Pháp luật và Quản lý - Liên hiệp các Hội Khoa học và kỹ thuật Việt Nam, Phó Chủ tịch Trung ương Hội Kinh Tế Môi trường Việt Nam, Ủy viên Ban Chấp hành Trung ương Hội Truyền Thông Số Việt Nam.
- Đoàn Như Khuê, nhà thơ Việt Nam.
- Đoàn Văn Cừ, nhà thơ, hội viên Hội Nhà văn Việt Nam.
- Đoàn Giỏi, nhà văn Việt Nam.
- Đoàn Minh Tuấn (nhà văn) Việt Nam.
- Võ Phiến tên thật là Đoàn Thế Nhơn, nhà văn Việt Nam.
- Đoàn Lê, là một nhà văn, họa sĩ, diễn viên, nhà biên kịch, đạo diễn người Việt Nam.
- Đoàn Thị Lam Luyến, nhà thơ Việt Nam.
- Đoàn Hương, tiến sĩ khoa học Trường Đại học Khoa học xã hội và nhân văn  Lưu trữ ngày 15 tháng 7 năm 2015 tại Wayback Machine
- Đoàn Thị Kim Hồng, tiến sĩ, hoa hậu, đệ nhất Hoa hậu quý bà Thế giới; là phó chủ tịch Tổ chức Mrs World tại khu vực Châu Á Thái Bình Dương; Chủ tịch Hội đồng giám khảo Mrs World 2011[8].
- Đoàn Nguyên Khang tức MC Nguyên Khang, Đài Truyền hình Việt Nam.
- Đoàn Đình Long, là võ sư Karatedo Đệ thất đẳng huyền đai người Việt Nam, nguyên Huấn luyện viên trưởng Đội tuyển Karatedo Quốc gia Việt Nam, người sáng lập hệ phái Karatedo Đoàn Long.
- Đoàn Minh Xương, huấn luyện viên bóng đá Việt Nam.
- Đoàn Phùng, huấn luyện viên bóng đá Việt Nam.
- Đoàn Việt Cường, cầu thủ bóng đá VN vô địch AFF Cup 2008.
- Đoàn Văn Hậu, tuyển thủ U23 Việt Nam cùng đội tuyển U23 quốc gia Việt Nam giành ngôi vị á quân tại Giải vô địch bóng đá U-23 châu Á 2018. Hiện anh là tuyển thủ đội tuyển bóng đá quốc gia Việt Nam.
- Đoàn Kiến Quốc, từng là vận động viên bóng bàn số 1 Việt Nam, hai lần liên tiếp được tham dự Thế vận hội.
- Đoàn Thị Kim Chi, là tiền đạo, đội trưởng đội Bóng đá nữ quốc gia Việt Nam, từng giành Huy chương vàng Sea Games: 2001,2003,2005,2009. Vô địch Giải vô địch bóng đá nữ Đông Nam Á: 2006. Quả bóng vàng Việt Nam: 2004,2005,2007,2009.
- Đoàn Văn Quảng, là một thiếu tướng, từng giữ chức Tư lệnh lực lượng đặc biệt của quân đội Việt Nam Cộng Hoà.
- Đoàn Viết Hoạt, là một nhà báo người Việt Nam, học hàm Giáo sư, chế độ Việt Nam Cộng hòa. Ông đã được trao Giải Tự do Báo chí Quốc tế năm 1993, Giải Nhân quyền Robert F. Kennedy năm 1995 và Giải Bút vàng Tự do năm 1998 vì những thành tích phấn đấu, đóng góp trong việc bênh vực quyền tự do báo chí và các quyền tự do dân chủ, nhân quyền ở Việt Nam.
- Đoàn Thái Sơn sinh 13/10/1970. Thạc sĩ Luật. Phó thống đốc Ngân hàng Nhà nước Việt Nam.
- Đoàn Đông Hải - tên không gian mạng William Hai] sinh 1975. Thạc sĩ Tài chính Ngân hàng MEBF 5. Huấn luyện viên Thái Cực Quyền dưỡng sinh. Yêu thích công thức E=mc² (về năng lượng và khối lượng).
- Đoàn Thiên Ân, Hoa hậu Hòa bình Việt Nam 2022, Top 20 Hoa hậu Hòa bình Quốc tế 2022.
- Đoàn Thu Thủy, Hoa hậu Thể thao Việt Nam 2022.

### Một số nhân vật nổi bật gốc họ Đoàn
- Hoàng Hoa Thám, gốc họ Đoàn làng Dị Chế, huyện Tiên Lữ, tỉnh Hưng Yên, Việt Nam. Ông là người lãnh đạo cuộc Khởi nghĩa Yên Thế chống Pháp (1884–1913).[2]
- Phạm Phú Thứ, gốc họ Đoàn của Đoàn Thế Thân Việt Nam. Phạm Phú Thứ dự thi Hương đỗ đầu tức Giải nguyên khi mới 21 tuổi. Cùng năm 1843, ông dự thi Hội cũng đỗ đầu tức Hội nguyên, vào thi Đình, ông là một trong ba người đỗ cao nhất, đứng đầu đệ tam giáp đồng Tiến sĩ xuất thân năm ông 22 tuổi. Ông từng làm quan đến chức Thự Thượng thư bộ Hộ, sung Cơ mật viện đại thần, Thự Hiệp biện Đại học sĩ triều vua Tự Đức.
- Phạm Phú Quốc, đại tá, anh hùng Không Lực Việt Nam Cộng hòa, là cháu gọi Phạm Phú Thứ là bác, gốc họ Đoàn của cụ tổ Đoàn Thế Thân Việt Nam. Ông từng giữ các chức vụ: Chỉ huy trưởng phi đoàn 516 năm 1964, Tư lệnh Không Đoàn 23 thuộc Quân lực Việt Nam Cộng hòa.
- Nguyễn An Khương hay Nguyễn An Khang, là dịch giả và là chí sĩ yêu nước ở đầu thế kỷ XX trong lịch sử Việt Nam, gốc họ Đoàn hậu duệ của Đoàn Doãn Luân - Anh trai Hồng Hà nữ sĩ Đoàn Thị Điểm. Ông là cha của nhà cách mạng Nguyễn An Ninh.
- Nguyễn An Ninh là nhà văn, nhà báo, nhà nghiên cứu tôn giáo và là nhà cách mạng ở đầu thế kỷ XX trong lịch sử Việt Nam, gốc họ Đoàn hậu duệ của Đoàn Doãn Luân - Anh trai Hồng Hà nữ sĩ Đoàn Thị Điểm Việt Nam.
- Dương Văn Minh, Đại tướng, Tổng thống cuối cùng của Chính quyền Việt Nam Cộng hòa, gốc họ Đoàn Hữu Trưng, Việt Nam.

## Trung Quốc
Bộ tộc Đoàn của các vua Đoàn bộ (250-352) xuất nguyên từ đông Tiên Ti từ thời nhà Hán, từng liên hợp cùng Lưu Côn (271-318) ở Tấn Dương, sau bị người Yết Hồ của Hậu Triệu đánh bại và chạy tản mát vào Trung Nguyên rồi bị Hán hóa. Một số chạy sang các nước Tây Yên, Bắc Lương thời Ngũ Hồ thập lục quốc, trong đó có Đoàn Tùy vua duy nhất của nước Tây Yên không mang họ Mộ Dung, Đoàn Nghiệp vua đầu tiên của nước Bắc Lương. Một số nhà nghiên cứu cho rằng bộ tộc Đoàn bộ này còn liên quan tới các vị quân chủ họ Đoàn của Vương quốc Đại Lý sau này. Trong số đó một số hậu duệ di cư sang Việt Nam từ Đại Lý và Trung Nguyên, nhưng chưa có căn cứ chứng minh cho điều đó.
Trong danh sách Bách gia tính, họ Đoàn đứng thứ 218, về mức độ phổ biến họ này xếp thứ 81 ở Trung Quốc theo thống kê năm 2006. Trong lịch sử Trung Quốc, nhiều người họ Đoàn từng giữ vai trò quân chủ, thậm chí từng có cả một Vương quốc Đại Lý (937-1253) (nay thuộc Vân Nam, Quý Châu, Tứ Xuyên) do họ tộc Đoàn lập nên.

### Một số nhân vật nổi bật
- Đoàn Ổi là tướng thời Đông Hán, đầu thời Tam Quốc trong lịch sử Trung Quốc. Sau được Tào Tháo nhân danh Hiến Đế phong làm An Nam tướng quân, thăng Trấn viễn tướng quân, chức Bắc Địa thái thú, tước Duyệt Hương hầu.
- Các vua Đoàn bộ (250-352) của bộ tộc Tiên Ti vào thời nhà Tấn và Ngũ Hồ thập lục quốc trong lịch sử Trung Quốc.
- Đoàn Tùy, vua duy nhất của nước Tây Yên không mang họ Mộ Dung.
- Đoàn Nghiệp, vua đầu tiên của nước Bắc Lương.
- Đoàn Chí Huyền (598-642) (chữ Hán: 段志玄), danh tướng nhà Đường, một trong 24 công thần Lăng Yên các.
- Đoàn Cảnh Trụ, một trong 108 anh hùng Lương Sơn Bạc.
- Đoàn Kỳ Thụy, một vị Thủ tướng sau là Tổng thống Trung Hoa Dân Quốc đầu thế kỷ XX.

Vương quốc Đại Lý
Các vua của Vương quốc Đại Lý bắt đầu từ Đoàn Tư Bình năm 937. Vương quốc này đã được cai trị kế tiếp nhau bởi 22 vị vua họ Đoàn cho đến năm 1253 (tổng 316 năm); Từ năm 1253, Đại Lý rơi vào tay đế chế Mông Cổ, các Đại lý Tổng quản vẫn là người họ Đoàn kéo dài 135 năm nữa cho đến năm 1387:
- Đoàn Chính Minh (chữ Hán: 段正明, bính âm: Duan Zhengming) tức Bảo Định Đế, là vị hoàng đế trong lịch sử Vương quốc Đại Lý, tại vị (1081 – 1094). Ông sở hữu tuyệt kỹ Nhất dương chỉ của Đoàn thị với nội công thâm hậu.
- Đoàn Chính Thuần (chữ Hán: 段正淳, bính âm: Duan Zhengchun) là vị hoàng đế trong lịch sử Vương quốc Đại Lý (giai đoạn Hậu Đại Lý, từ năm 1096 đến năm 1253), tại vị (1096-1108), thụy hiệu Văn An Đế.
- Đoàn Dự (chữ Hán: 段譽), còn có tên Đoàn Chính Nghiêm (段正严), "Đoàn Hòa Dự (段和誉), là vị vua thứ 16 của Vương quốc Đại Lý tính từ năm 938 (khi Đoàn Tư Bình lên ngôi Hoàng đế Đại Lý. Sau khi ông mất, được truy phong miếu hiệu là Hiến Tông, thụy hiệu Tuyên Nhân Đế.
- Đoàn Chính Hưng, còn có tên là Đoàn Dịch Trường là một Hoàng đế nước Đại Lý, tại vị từ năm (1147-1171), miếu hiệu là Cảnh Tông, thụy là Chính Khang Đế.
- Đoàn Trí Hưng là một vị Hoàng đế Đại Lý, tại vị (1172-1200), miếu hiệu Tuyên Tông, thụy hiệu Công Cực Đế. Ông còn có tên gọi khác là Đoàn Hoàng Gia hay Nhất Đăng Đại Sư, một trong những Thiên hạ ngũ tuyệt trong giới Võ lâm Trung Nguyên.
- Đoàn Trí Liêm là một Hoàng đế nước Đại Lý, tại vị (1201-1204), miếu hiệu Anh Tông, thụy hiệu Hanh Thiên Đế.

## Các quốc gia khác
Họ Đoàn (Hangul: 단, tiếng Triều Tiên và trong tiếng Nhật: Dan) được ghi nhận xuất hiện nhưng rất hiếm ở Triều Tiên, Nhật Bản. Ở các quốc gia khác cũng có xuất hiện, nhưng hầu hết là người gốc Hoa hoặc Việt.

### Một số nhân vật nổi bật
- Catriona LeMay Doan sinh năm 1970, nữ vận động viên trượt băng tốc độ người Canada, 2 lần đoạt huy chường vàng Thế Vận Hội năm 1998 và 2002, 5 lần huy chương vàng Giải vô địch quốc tế, và nhiều giải thưởng quốc tế.
- Shane Doan, sinh năm 1976, vận động viên khúc côn cầu trên băng người Canada, 2 lần huy chương vàng Giải vô địch quốc tế